# Pierre de Brézé
Pour les articles homonymes, voir Maison de Brézé et Brézé (homonymie).
Pierre II de Brézé, né vers 1410 ou 1412 et mort le 16 juillet 1465 à Montlhéry, est un grand officier et fidèle soutien du roi Charles VII qui s'est illustré dans la reconquête de la Normandie à la fin de la guerre de Cent Ans. Il a repris du service pour Louis XI et est mort à la bataille de Montlhéry.

## Biographie

### Avec Charles VII
Pierre II de Brézé, fils de Pierre Ier de Brézé († vers 1427) et Clémence Carbonnel, entre très tôt au service du roi de France Charles VII. Il est déjà suffisamment renommé à la cour à l'été 1433 lorsqu'il apporte son soutien à la belle-mère du roi et duchesse douairière d'Anjou Yolande d'Aragon et au connétable Arthur de Richemont quand ces derniers écartent de la cour le puissant favori Georges de La Trémoille. Adoubé dès 1434 par Charles IV du Maine, Brézé entre rapidement au Conseil royal, puis est nommé grand sénéchal d'Anjou en 1437 et de Poitou en 1440. Brézé soutient ainsi de manière décisive le roi Charles VII contre son fils le dauphin de France Louis et les grands féodaux au cours de la Praguerie entre février et juillet 1440, ce qui lui portera préjudice quelques décennies plus tard.
Brézé s'évertue au cours des années 1440 à chasser les Anglais du royaume de France, au cours de la dernière phase de la guerre de Cent Ans. Il participe de ce fait aux hostilités en Normandie dès 1440 et en Aquitaine dès 1442. En récompense de son rôle joué dans la défense de Pontoise contre les Anglais menés par Richard d'York, le roi le crée comte d'Évreux en 1441. Brézé bénéficie de l'appui total de la maîtresse du roi Agnès Sorel, devient chambellan du roi et assoit son autorité sur le Conseil royal au détriment de ses anciens alliés, tels Arthur de Richemont ou Charles IV du Maine. Les années de son ascension spectaculaire au sein du gouvernement, entre 1444 et 1450, se révèlent être les plus glorieuses du règne de Charles VII.
Malgré des accusations formulées en 1448 par son farouche ennemi le dauphin Louis qui résultent en un procès qui l'exonère complètement, Pierre de Brézé garde la confiance de Charles VII et joue un rôle majeur dans la reconquête du duché de Normandie. Il prend part à la prise de Verneuil en 1449 ainsi qu'à la décisive bataille de Formigny en 1450, qui scelle la fin de la présence anglaise en Normandie. En remerciement de ses efforts, le roi lui attribue la charge de grand sénéchal de Normandie, et ce en dépit de la mort de son alliée Agnès Sorel et du déclin de son influence à la cour. Brézé exerce depuis la Normandie de fructueux actes de piraterie contre les vaisseaux anglais et parvient même à conduire un raid contre le port de Sandwich en 1457.

### Avec Louis XI

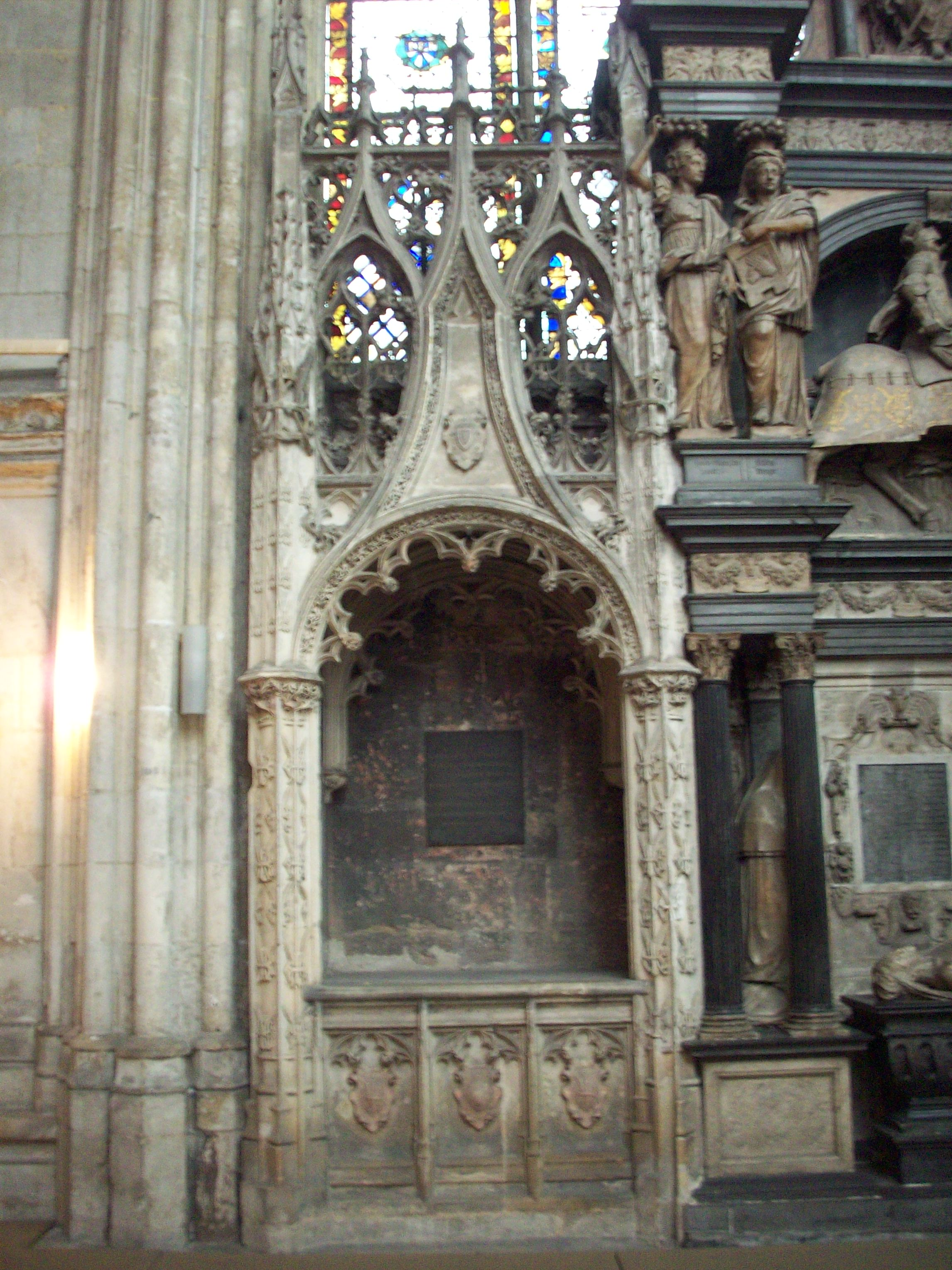
Enfeu de Pierre de Brézé dans la cathédrale Notre-Dame de Rouen

À la mort de Charles VII en juillet 1461, le nouveau roi Louis XI règle ses comptes avec ceux qui l'ont combattu et fait emprisonner Pierre de Brézé à Loches. Il est néanmoins libéré au début de 1462 en raison de ses capacités d'homme de guerre. Louis XI a toutefois mis une condition à cette libération : que Pierre consente au mariage de son fils Jacques avec sa demi-sœur Charlotte de Valois. Brézé accepte et prépare promptement une expédition dans le cadre de la Guerre des Deux-Roses dans le Northumberland en faveur de Marguerite d'Anjou, épouse du roi de la Maison de Lancastre Henri VI d'Angleterre, renversé l'année précédente par Édouard IV de la Maison d'York. L'invasion conduite par Marguerite d'Anjou à l'automne 1462 en concertation avec l'Écosse et la France se révèle cependant inefficace. Contraints de se replier en Écosse, Marguerite et Brézé mènent plusieurs expéditions dans le Nord de l'Angleterre qui échouent et doivent finalement se réfugier en France à l'été 1463.
L'agitation du duc François II de Bretagne inquiète Louis XI, qui nomme Brézé capitaine de Rouen en 1464 en lui confiant la défense de la Normandie. Fidèle au roi, Brézé le soutient lors de la Ligue du Bien public et meurt au combat à la bataille de Montlhéry le 16 juillet 1465. Son tombeau, un enfeu de style flamboyant de la fin du XVe siècle, se trouve dans la chapelle de la Vierge de la cathédrale de Rouen. Il y est enterré avec sa femme Jeanne du Bec-Crespin, dame du Bec-Crépin, de Mauny et de Maulévrier. Pierre de Brézé est le père de Jacques de Brézé, gendre du roi Charles VII ; le grand-père de Louis de Brézé, grand-sénéchal de Normandie et époux de Diane de Poitiers ; et l'arrière-grand-père de Louis de Brézé, évêque de Meaux.